# Chronique d'une mort annoncée
Pour l'adaptation au cinéma, voir Chronique d'une mort annoncée (film).
Chronique d'une mort annoncée (titre original : Crónica de una muerte anunciada) est un roman court de langue espagnole, écrit par le romancier, nouvelliste et journaliste colombien Gabriel García Márquez, prix Nobel de littérature en 1982. Il est publié pour la première fois en 1981 à Bogota en Colombie, avant d'être édité en France par les éditions Grasset. Le roman est adapté au cinéma, dans le film Chronique d'une mort annoncée de Francesco Rosi en 1987.

## Résumé

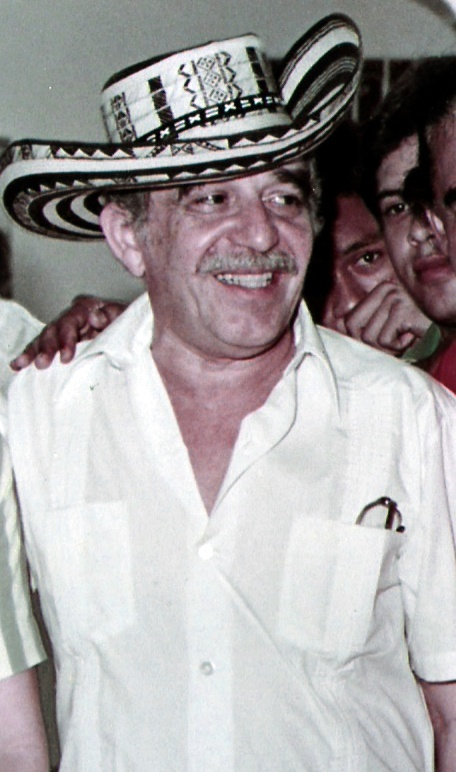
Gabriel García Márquez en 1984.

Plusieurs années après l'événement, un homme — le narrateur du récit — recueille les témoignages et raconte les circonstances du meurtre du jeune Santiago Nasar, son ami, dans un village d'Amérique du Sud.
La veille du meurtre a lieu un mariage, celui de Bayardo San Roman et d'Angela Vicario. Toute la nuit, la plupart des villageois, Santiago, le narrateur et d'autres amis participent à la fête donnée à cette occasion. Alors que Bayardo ramène Angela dans sa famille car la jeune femme n'est pas vierge, elle livre à sa famille le nom de son séducteur : Santiago Nasar.
Les deux frères d'Angela, les jumeaux Pedro et Pablo, doivent donc venger l'honneur de leur sœur. Ils prennent deux couteaux et s'installent dans la boutique située en face de la maison de Santiago (en face d'une sortie qu'il n'utilise presque jamais), tout en déclarant à qui veut les entendre leur intention de le tuer, car : « il sait pourquoi ». Mais personne ne les prend au sérieux. Un policier avertit cependant son supérieur qui se contente de confisquer les couteaux sans emprisonner les deux frères, puisqu'on n'arrête personne sur de simples soupçons. Il a l'intention d'avertir Santiago mais oublie de le faire. Mis à part Santiago et sa mère, beaucoup connaissent les intentions de Pedro et Pablo, qui reviennent bientôt avec d'autres couteaux.
Pendant ce temps, Santiago et les villageois assistent à l'événement du jour : la venue de l'évêque qui, sur le fleuve, passe devant le village et, sans s'arrêter, leur donne sa bénédiction. Alors qu'il va rentrer chez lui, Santiago est tué devant la porte par laquelle il n'entre jamais habituellement, et que sa mère vient de fermer.
Les deux jumeaux passent trois ans en prison puis sont finalement acquittés puisqu'ils ont tué pour venger l'honneur de leur sœur. Des témoins confient au narrateur leur impression que les deux frères ont tout tenté pour échapper à cette obligation, et tout fait pour qu'on les en empêche, mais tous ont cru à des paroles d'ivrognes. Bien qu'Angela (sa cousine éloignée) le lui confirme, le narrateur doute que Santiago ait vraiment été son séducteur.
Quelques années après, Bayardo et Angela se retrouvent ; ils termineront leur vie ensemble.

## Incipit
« Le jour où il allait être abattu, Santiago Nasar s'était levé à cinq heures et demie du matin pour attendre le bateau sur lequel l'évêque arrivait. »

## Énigme policière
Selon l'universitaire François Lopez, Chronique d'une mort annoncée peut être lue comme une variation originale sur le genre du roman policier, variation qui laisse le lecteur dans l'ignorance du vrai coupable et de son mobile. Son analyse, en deux temps, le conduit en premier lieu à affirmer que Santiago Nasar est innocent du déshonneur dont on l'accuse : d'abord parce qu'Angela était surveillée en permanence par sa mère, ses sœurs et ses frères, qui n'étaient d'ailleurs pas si convaincus de sa culpabilité qu'il n'aient pris soin d'avertir les villageois de leurs intentions meurtrières, et ensuite parce que Nasar lui-même n'a jamais considéré au sérieux les menaces qui pesaient sur lui, alors qu'il disposait d'une armurerie bien garnie, ce qui est la preuve qu'il se savait innocent. Développant sa réflexion, Lopez en arrive à la conclusion qu'Angela, en désignant Nasar à ses frères, le lendemain de la nuit de noces, l'a sciemment condamné à mourir et qu'elle est donc l'assassin. Les deux vers de Gil Vicente en épigraphe, La caza de amor / es de altanería, et l'analyse de leur relation avec le texte donnent le mobile. Dans cette chasse d'amour, Santiago Nasar, amateur de cynégétique et séducteur notoire, mais qui traitait Angela Vicario de « conne », est pour une fois la proie, et Angela, dont le caractère orgueilleux est souligné (« altanería » signifie « suffisance »), la chasseresse, qui se venge, en lançant ses frères « tel des chiens », d'une inguérissable blessure d'amour-propre, celle d'avoir été rejetée un jour par le jeune et beau Nasar.

## Familles et personnages
Il y a un nombre important de familles et les relations croisées interpersonnelles et intrafamiliales sont nombreuses.
- Famille Nasar
  - Santiago Nasar, filleul de Luisa Santiaga, mère du narrateur Il forme, avec le narrateur, avec Luis Enrique et Cristo Bedoya, un groupe d'amis quelque peu fêtards. Il est la victime du meurtre annoncé.
  - Ibrahim Nasar, d'origine arabe, père de Santiago
  - Placida Linero, mère Elle n'aura pas réussi à préserver son fils.
  - Victoria Guzman, cuisinière et sa fille Divina Flor
- Famille du narrateur
  - Luisa Santiaga, la mère
  - Le narrateur, ami de Santiago et de Cristo Bedoya
  - Luis Enrique, frère, ami de Santiago et de Cristo Bedoya
  - Margot, sœur
  - Sœur nonne
  - Jaime, frère
- Famille Vicario
  - Poncio, le père
  - Purissima (Pura) del Carmen, la mère
  - Pablo et Pedro les jumeaux, frères aînés, les meurtriers
  - Angela, sœur
- Famille San Roman
  - Petronio, le père, général
  - Alberta Simonds, la mère
  - Boyardo, le fils Il épouse Angela et la répudie durant la nuit nuptiale.
- Famille Miguel
  - Nahir le père, d'origine arabe
  - Flora, la fille, promise de Santiago Nasar
- Couple de commerçants
  - Clotilde Armenta, boutiquière
  - Don Rogelo de la flor, bistrotier
- Autres personnages (non exhaustif)
  - Cristo Bedoya, étudiant en médecine devenu chirurgien, ami de Santiago Nasar
  - Yamil Shaïum, d'origine arabe, ami d'Ibrahim Nasar
  - Maria-Alexandrina Cervantès, mère-maquerelle
  - Dionisio Iguaran, docteur, cousin germain de Luisa Santiaga (mère du narrateur)
  - Don Lazaro Aponte, maire de la commune
  - Père Carmen Amador (père Amador), prêtre
  - Veuf Xious, qui a perdu son épouse Yolanda
  - Faustino Santos, boucher
  - Leandro Posnoy, policier chargé de l'enquête